# Muspellsheim

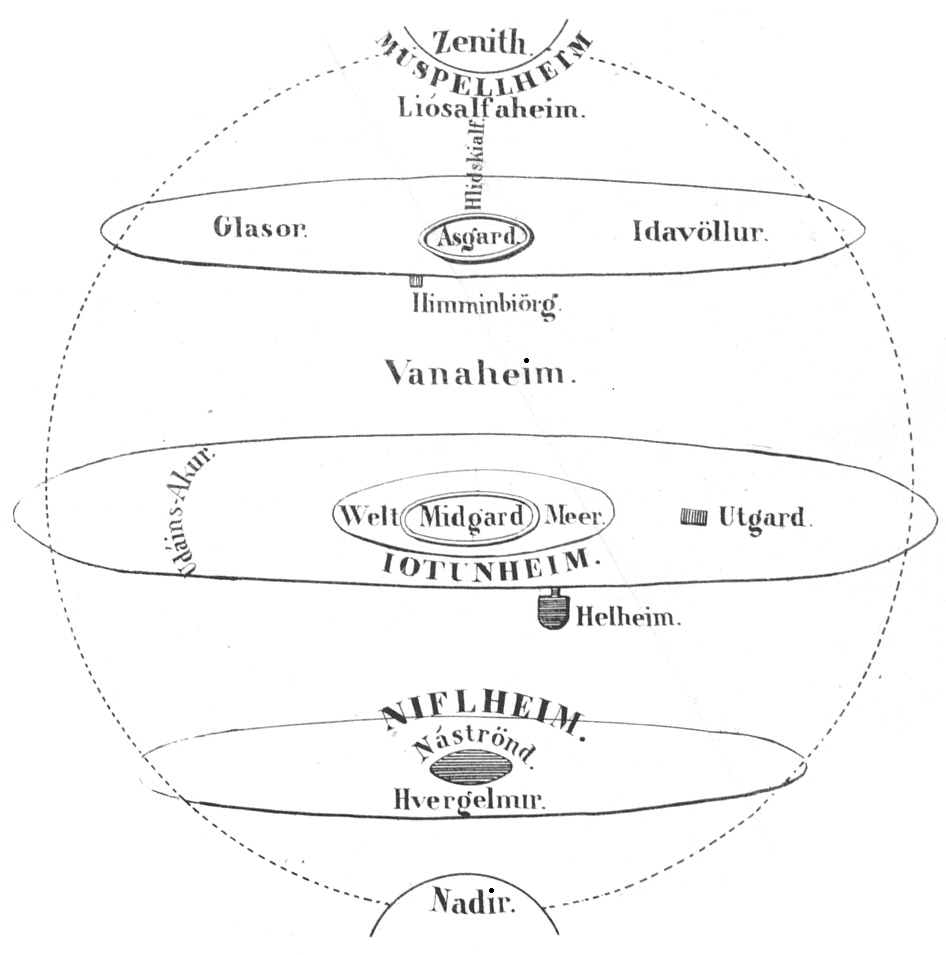
Die Sphären der nordischen Götterwelt

Muspellsheim, auch Muspell (altnordisch Muspellr, Muspellzheimr „Welt des Muspell“), ist in der Schöpfungsgeschichte der nordischen Mythologie ein feuriges Gebiet, das im Süden liegt, und das den Gegenpol zum eisigen und dunklen Niflheim im Norden bildet.
In der Vorzeit schmolz die Wärme Muspellsheims das Eis Niflheims im Ginnungagap, woraus sich der Riese Ymir, das erste Wesen der Welt, bildete. Alle Himmelskörper, Sonne, Mond und Sterne, entstanden aus den umherfliegenden Funken Muspellsheims, die die Götter am Himmel befestigten.
Muspellsheim als Gegend ist nur bei Snorri Sturluson in der Prosa-Edda überliefert. Wahrscheinlich handelt es sich nicht um eine volkstümliche Vorstellung, sondern um eine Eigenschöpfung Snorris. Der zugrunde liegende kontinentalgermanische Begriff, der in etwa „Weltuntergang (durch Feuer)“ bedeutet, wurde offenbar in nordischer Zeit umgedeutet und als Riese Muspell personifiziert, den Snorri mit dem Feuerriesen Surtr gleichsetzte und dessen Aufenthaltsort er nach Muspell Muspellsheim benannte.
Eine weitere Umdeutung erfährt in Snorris Kosmogonie auch die Konnotation von Muspell, in dessen Wortsinn das Verderben durch Feuer mitschwingt, die sich bei ihm jedoch in etwas Positives (eine Welt der Wärme und des Lichts) wandelt, vermutlich gemäß einer nördlichen Vorstellung, wonach der Süden eine Welt des Heils ist.